# Frank Odberg
Frank Olof Odberg , född 1 mars 1879 i Gent, död 1917, var en belgisk roddare.
Odberg blev olympisk silvermedaljör i åtta med styrman vid sommarspelen 1900 i Paris.